# 아뇨네
아뇨네(이탈리아어: Agnone)는 이탈리아 몰리세주 이세르니아도의 코무네다. 아뇨네는 종(鐘)을 생산하는 폰데리아 폰티피차 마리넬로도 유명하다. 캄포바소로부터 북서쪽 25 km 거리에 있다.